# Gill (cratère)
Pour les articles homonymes, voir Gill.
Gill est un cratère situé sur la face visible de la Lune, à proximité du cratère Petrov. Il mesure 66 km de diamètre et son nom rend hommage à Sir David Gill, astronome anglais. (1843-1914)